# Robert Körner
Robert Körner (21 d'agost de 1924 - 22 de juny de 1989) fou un futbolista austríac de les dècades del 1940 i 1950.
La seva etapa com a jugador transcorregué de forma íntegra al SK Rapid Wien. Posteriorment fou entrenador del club vienès en diverses ocasions. També entrenà als clubs alemanys SV Waldhof Mannheim (entrenador) i 1. FC Nuremberg (co-entrenador).
Pel que fa a la selecció austríaca, hi debutà el novembre de 1948 davant Suècia. Participà en la Copa del Món de Futbol de 1954 al costat del seu germà petit Alfred. En total fou 16 cops internacional, on marcà un gol.

## Palmarès
Jugador
- Lliga austríaca de futbol (7):
  - 1946, 1948, 1951, 1952, 1954, 1956, 1957
- Copa austríaca de futbol (1):
  - 1946
- Copa Zentropa (1):
  - 1951

Entrenador
- Lliga austríaca de futbol (2):
  - 1960, 1964
- Copa austríaca de futbol (3):
  - 1961, 1972, 1976